# Брохвайл ап Рис
Брохвайл ап Рис (валл. Brochfael ap Rhys; ок. 755) — правитель в Гливисинге около 755 года, сын Риса и, возможно, его жены Кейнгары, дочери Маредида, короля Диведа. По другой версии сын Итела.

## Биография
Король с таким именем упоминается в уставе в Книге Лландафа, когда председательствующий епископ был Терчан. Вероятно, тот же самый Брохвайл появляется как свидетель, но не как король, с епископом Терчаном и с королями Меуригом и Рисом, сыновьями Итела. Венди Дэвис датирует устав 748 годом, но, вероятно, ошибается.
По другому мнению, братья Риса, Мейриг и Родри, и его сын Брохвайл, возможно, наследовали земли по очереди.
В последние годы епископства Тирчена, Брохвайл упоминается в Книге из Ландава, но без отчества, в уставе, с титулом короля, со свидетелями Деуи, Трахайрн и Конфур.
Согласно генеалогиям Жезус Колледж, является правителем Гливисинга и отцом Гуриада. Имена Брохвайл и Гуриад, кажется, ошибочно включены в родословную. По одной из версий, сыном этого Гуриада был Артвайл Старый